# Денні Фортсон
Деніел Ентоні Фортсон (англ. Daniel Anthony Fortson, нар. 27 березня 1976, Алтуна, Пенсільванія, США) — американський професіональний баскетболіст, що грав на позиціях центрового і важкого форварда за низку команд НБА.

## Ігрова кар'єра
На університетському рівні грав за команду Цинциннаті (1994–1997). Двічі визнавався найкращим баскетболістом року конференції C-USA.
1997 року був обраний у першому раунді драфту НБА під загальним 10-м номером командою «Мілвокі Бакс». Проте професіональну кар'єру розпочав 1997 року виступами за «Денвер Наггетс», куди був обміняний відразу після драфту. Захищав кольори команди з Денвера протягом наступних 2 сезонів.
З 1999 по 2000 рік грав у складі «Бостон Селтікс». 9 лютого 2000 року був обміняний до «Торонто Репторз» на Елвіна Вільямса та Шона Маркса, але через два дні угода була скасована, оскільки Фортсон провалив фізичні тести.
Після закінчення сезону перейшов до «Голден-Стейт Ворріорс», у складі якої провів наступні 3 сезони своєї кар'єри.
Наступною командою в кар'єрі гравця була «Даллас Маверікс», за яку він відіграв один сезон.
Останньою ж командою в кар'єрі гравця стала «Сіетл Суперсонікс», до складу якої він приєднався 2004 року і за яку відіграв 3 сезони.